# Campionati europei di nuoto 2012 - 200 metri farfalla maschili
La gara dei 200 metri farfalla maschili degli Europei 2012 si è svolta il 23 e il 24 maggio 2012 e vi hanno partecipato 30 atleti. Le batterie e le semifinali si sono svolte il 23 e la finale nel pomeriggio del giorno successivo.

## Podio
| Pos.    | Atleta             | Nazione  |
| ------- | ------------------ | -------- |
| Oro     | László Cseh        | Ungheria |
| Argento | Bence Biczó        | Ungheria |
| Bronzo  | Ioannis Drymonakos | Grecia   |

## Record
Prima della manifestazione il record del mondo (RM), il record europeo (EU) e il record dei campionati (RC) erano i seguenti.
| Record mondiale       | 1'51"51 | Michael Phelps     | 29 luglio 2009 Roma     |
| Record europeo        | 1'52"70 | László Cseh        | 13 agosto 2008 Pechino  |
| Record dei campionati | 1'54"38 | Paweł Korzeniowski | 21 marzo 2008 Eindhoven |

## Risultati

### Batterie
| Pos. | Atleta                | Nazionalità | Tempo   | Batteria | Corsia | Note |
| ---- | --------------------- | ----------- | ------- | -------- | ------ | ---- |
| 1    | Bence Biczó           | Ungheria    | 1'57"47 | 4        | 4      | Q    |
| 2    | Dinko Jukić           | Austria     | 1'57"69 | 3        | 4      | Q    |
| 3    | László Cseh           | Ungheria    | 1'58"08 | 2        | 4      | Q    |
| 4    | Ioannis Drymonakos    | Grecia      | 1'58"16 | 2        | 5      | Q    |
| 5    | Francesco Pavone      | Italia      | 1'58"23 | 4        | 3      | Q    |
| 6    | Velimir Stjepanović   | Serbia      | 1'58"32 | 4        | 5      | Q    |
| 7    | Alexandru Coci        | Romania     | 1'58"42 | 2        | 7      | Q    |
| 8    | Nimrod Shapira Bar-Or | Israele     | 1'58"97 | 1        | 2      | Q    |
| 8    | Stefanos Dimitriadis  | Grecia      | 1'58"97 | 3        | 5      | Q    |
| 10   | Jordan Coelho         | Francia     | 1'59"32 | 3        | 3      | Q    |
| 11   | Konstantinos Markozis | Grecia      | 1'59"48 | 2        | 3      | Rit  |
| 12   | Tom Kremer            | Israele     | 1'59"50 | 4        | 2      | Q    |
| 13   | Egon van der Straeten | Belgio      | 1'59"70 | 2        | 6      | Q    |
| 14   | Robert Zbogar         | Slovenia    | 1'59"80 | 3        | 6      | Q    |
| 15   | Andreas Vazaios       | Grecia      | 2'00"05 | 3        | 7      |      |
| 16   | Alexandre Liess       | Svizzera    | 2'00"18 | 2        | 2      | Q    |
| 17   | Jan Sefl              | Rep. Ceca   | 2'00"21 | 2        | 1      | Q    |
| 18   | Michal Poprawa        | Polonia     | 2'00"23 | 3        | 1      | Q    |
| 18   | Pedro Diogo Oliveira  | Portogallo  | 2'00"23 | 3        | 2      | Rit  |
| 20   | Diogo Filipe Carvalho | Portogallo  | 2'00"52 | 4        | 1      |      |
| 21   | Duarte Rafael Mourao  | Portogallo  | 2'00"63 | 4        | 7      |      |
| 22   | Sindri Þór Jakobsson  | Norvegia    | 2'00"96 | 1        | 4      |      |
| 23   | Bernhard Wolf         | Austria     | 2'01"69 | 4        | 8      |      |
| 24   | Niksa Roki            | Croazia     | 2'01"82 | 1        | 5      |      |
| 25   | Nico van Duijn        | Svizzera    | 2'02"02 | 1        | 6      |      |
| 25   | Alon Mandel           | Israele     | 2'02"02 | 3        | 8      |      |
| 27   | Avi Cohen             | Israele     | 2'02"35 | 2        | 8      |      |
| 28   | Jakub Maly            | Austria     | 2'03"03 | 1        | 3      |      |
| 29   | Pavel Naroshkin       | Estonia     | 2'04"15 | 1        | 1      |      |
| 30   | Edgaras Štura         | Lituania    | 2'08"18 | 1        | 7      |      |
| -    | Matteo Pelizzari      | Italia      | -       | 4        | 6      | DNS  |

### Semifinali
| Pos. | Atleta                | Nazionalità | Tempo   | Batteria | Corsia | Note |
| ---- | --------------------- | ----------- | ------- | -------- | ------ | ---- |
| 1    | Bence Biczó           | Ungheria    | 1'55"77 | 2        | 4      | Q    |
| 2    | Velimir Stjepanović   | Serbia      | 1'56"84 | 1        | 3      | Q    |
| 3    | Dinko Jukić           | Austria     | 1'57"02 | 1        | 4      | Q    |
| 4    | Francesco Pavone      | Italia      | 1'57"05 | 2        | 3      | Q    |
| 5    | Ioannis Drymonakos    | Grecia      | 1'57"33 | 1        | 5      | Q    |
| 6    | László Cseh           | Ungheria    | 1'57"44 | 2        | 5      | Q    |
| 7    | Jordan Coelho         | Francia     | 1'57"59 | 1        | 2      | Q    |
| 8    | Alexandre Liess       | Svizzera    | 1'58"13 | 1        | 1      | Q    |
| 9    | Stefanos Dimitriadis  | Grecia      | 1'58"51 | 2        | 2      |      |
| 10   | Robert Zbogar         | Slovenia    | 1'58"75 | 2        | 1      |      |
| 11   | Nimrod Shapira Bar-Or | Israele     | 1'59"09 | 1        | 6      |      |
| 12   | Egon van der Straeten | Belgio      | 1'59"25 | 1        | 7      |      |
| 13   | Alexandru Coci        | Romania     | 1'59"49 | 2        | 6      |      |
| 14   | Tom Kremer            | Israele     | 1'59"51 | 2        | 7      |      |
| 15   | Jan Sefl              | Rep. Ceca   | 1'59"87 | 2        | 8      |      |
| 16   | Michal Poprawa        | Polonia     | 2'00"56 | 1        | 8      |      |

### Finale
| Pos.    | Atleta              | Nazionalità | Tempo   | Corsia | Note |
| ------- | ------------------- | ----------- | ------- | ------ | ---- |
| Oro     | László Cseh         | Ungheria    | 1'54"95 | 7      |      |
| Argento | Bence Biczó         | Ungheria    | 1'55"85 | 4      |      |
| Bronzo  | Ioannis Drymonakos  | Grecia      | 1'56"48 | 2      |      |
| 4       | Dinko Jukić         | Austria     | 1'56"53 | 3      |      |
| 5       | Velimir Stjepanović | Serbia      | 1'57"06 | 5      |      |
| 6       | Francesco Pavone    | Italia      | 1'57"07 | 6      |      |
| 7       | Jordan Coelho       | Francia     | 1'58"24 | 1      |      |
| 8       | Alexandre Liess     | Svizzera    | 1'59"13 | 8      |      |